# ایگور پیرکیف
ایگور پیرکیف (انگلیسی: Igor Pirekeyev؛ زادهٔ ۱۶ مهٔ ۱۹۷۱) تیرانداز اهل ترکمنستان-قزاقستان است.